# Now深宵新聞
《Now深宵新聞》（英語：Now Late News）是香港Now新聞台製作的晚間新聞節目，於Now新聞台、Now財經台及ViuTV播放。主播會詳盡報導當日頭條、政壇動態、國際時局，本地社會民生等新聞。
香港其他電視台的晚間新聞節目有HOY TV的《晚間直播室》及無綫電視的《深宵新聞報道》。

## 歷史
- 2006年3月20日now財經台開播
- 2007年10月24日now新聞台開播
- 2013年12月30日更換片頭和廠景，主播台由直播室改為副直播室（每三十分會使用細螢幕），並再次恢復原來的交替播放安排。

## 播出時段
分成兩組播放，每組在每小時00及30分鐘分別開始播映，每半小時一節。每組播放形式請參見播出時間表。

八號或以上熱帶氣旋警告信號生效時，每半小時新聞第一節會改為播出《風暴消息》。

### ViuTV
- 逢星期二至六凌晨（星期一至五深夜）02:30-03:00。
- 星期日、一凌晨（星期六、日深夜）則不會播放。
- 八號或以上熱帶氣旋警告信號生效時，每小時聯播第一節（為《風暴消息》）。

### Now新聞台
- 每日23:00-06:00播出。

### Now財經台
- 星期一至五港股交易日：不設聯播。
- 星期一至五公眾假期：除翌日02:30-03:00改播《環球金融快線》（如適用）外，其餘時間均與now新聞台聯播。
- 星期六、日：23:00-01:30、翌日02:00-02:30、03:00-03:30、04:00-04:30、05:00-06:00（星期六）／05:30（星期日）。

### 播出時間表
背景為「 」代表該節只在Now新聞台播出，Now財經台不聯播。
背景為「 」代表Now新聞台、Now財經台、ViuTV三台聯播。
背景為「 」代表Now新聞台、ViuTV兩台聯播。
約每10分鐘播一次廣告。
（括號表示特別調動下播出時段之安排。）
| 時間  | 播放形式   | 播放形式   | 播放形式 | 播放形式 | 拍攝位置 |
| 時間  | 星期一至五 | 星期一至五 | 星期六   | 星期日   | 拍攝位置 |
| 時間  | 港股交易日 | 公眾假期   | 星期六   | 星期日   | 拍攝位置 |
| 23:00 | 直播       | 直播       | 直播     | 直播     | Now新聞台直播室（左方，使用大螢幕）： 每日23:00起整點 Now新聞台直播室（左方，使用中螢幕）： 每日23:30起三十分 （如在特別情況下而直播， 一般會使用中螢幕進行， 其後只會重播該節新聞） |
| 23:30 | 直播       | 直播       | 直播     | 直播     | Now新聞台直播室（左方，使用大螢幕）： 每日23:00起整點 Now新聞台直播室（左方，使用中螢幕）： 每日23:30起三十分 （如在特別情況下而直播， 一般會使用中螢幕進行， 其後只會重播該節新聞） |
| 00:00 | 錄播       | 錄播       | 錄播     | 錄播     | Now新聞台直播室（左方，使用大螢幕）： 每日23:00起整點 Now新聞台直播室（左方，使用中螢幕）： 每日23:30起三十分 （如在特別情況下而直播， 一般會使用中螢幕進行， 其後只會重播該節新聞） |
| 00:30 | 錄播       | 錄播       | 錄播     | 錄播     | Now新聞台直播室（左方，使用大螢幕）： 每日23:00起整點 Now新聞台直播室（左方，使用中螢幕）： 每日23:30起三十分 （如在特別情況下而直播， 一般會使用中螢幕進行， 其後只會重播該節新聞） |
| 01:00 | 錄播       | 錄播       | 錄播     | 錄播     | Now新聞台直播室（左方，使用大螢幕）： 每日23:00起整點 Now新聞台直播室（左方，使用中螢幕）： 每日23:30起三十分 （如在特別情況下而直播， 一般會使用中螢幕進行， 其後只會重播該節新聞） |
| 01:30 | 錄播       | 錄播       | 錄播     | 錄播     | Now新聞台直播室（左方，使用大螢幕）： 每日23:00起整點 Now新聞台直播室（左方，使用中螢幕）： 每日23:30起三十分 （如在特別情況下而直播， 一般會使用中螢幕進行， 其後只會重播該節新聞） |
| 02:00 | 錄播       | 錄播       | 錄播     | 錄播     | Now新聞台直播室（左方，使用大螢幕）： 每日23:00起整點 Now新聞台直播室（左方，使用中螢幕）： 每日23:30起三十分 （如在特別情況下而直播， 一般會使用中螢幕進行， 其後只會重播該節新聞） |
| 02:30 | 錄播       | 錄播       | 錄播     | 錄播     | Now新聞台直播室（左方，使用大螢幕）： 每日23:00起整點 Now新聞台直播室（左方，使用中螢幕）： 每日23:30起三十分 （如在特別情況下而直播， 一般會使用中螢幕進行， 其後只會重播該節新聞） |
| 03:00 | 錄播       | 錄播       | 錄播     | 錄播     | Now新聞台直播室（左方，使用大螢幕）： 每日23:00起整點 Now新聞台直播室（左方，使用中螢幕）： 每日23:30起三十分 （如在特別情況下而直播， 一般會使用中螢幕進行， 其後只會重播該節新聞） |
| 03:30 | 錄播       | 錄播       | 錄播     | 錄播     | Now新聞台直播室（左方，使用大螢幕）： 每日23:00起整點 Now新聞台直播室（左方，使用中螢幕）： 每日23:30起三十分 （如在特別情況下而直播， 一般會使用中螢幕進行， 其後只會重播該節新聞） |
| 04:00 | 錄播       | 錄播       | 錄播     | 錄播     | Now新聞台直播室（左方，使用大螢幕）： 每日23:00起整點 Now新聞台直播室（左方，使用中螢幕）： 每日23:30起三十分 （如在特別情況下而直播， 一般會使用中螢幕進行， 其後只會重播該節新聞） |
| 04:30 | 錄播       | 錄播       | 錄播     | 錄播     | Now新聞台直播室（左方，使用大螢幕）： 每日23:00起整點 Now新聞台直播室（左方，使用中螢幕）： 每日23:30起三十分 （如在特別情況下而直播， 一般會使用中螢幕進行， 其後只會重播該節新聞） |
| 05:00 | 錄播       | 錄播       | 錄播     | 錄播     | Now新聞台直播室（左方，使用大螢幕）： 每日23:00起整點 Now新聞台直播室（左方，使用中螢幕）： 每日23:30起三十分 （如在特別情況下而直播， 一般會使用中螢幕進行， 其後只會重播該節新聞） |
| 05:30 | 錄播       | 錄播       | 錄播     | 錄播     | Now新聞台直播室（左方，使用大螢幕）： 每日23:00起整點 Now新聞台直播室（左方，使用中螢幕）： 每日23:30起三十分 （如在特別情況下而直播， 一般會使用中螢幕進行， 其後只會重播該節新聞） |

## 主播
- 每組各只有一位新聞主播主持。全晚合共有兩位主播共同主持。

## 收視（ViuTV）
| 播映日期                     | 時段     | 電視直播收視 | 備註      |
| 2021年7月26日－2021年7月29日 | 深宵新聞 | 2.6點        | 23:00時段 |
| 2021年8月2日－2021年8月6日   | 深宵新聞 | 2.8點        | 23:00時段 |

## 相關節目
- Now早晨
- Now新聞報道
- Now午間新聞